# Steunplaat
De NOS Steunplaat was de wekelijkse hitschijf die door de NOS op Hilversum 3 in het programma De Avondspits van Frits Spits werd gedraaid.
Let The Song Last Forever van Dan Hill was op 24 juli 1978 de eerste NOS Steunplaat. Iedere zaterdagavond na 7 april 1979 (vanaf januari 1981 werd dit de maandagavond) werd de nieuwe NOS Steunplaat van de week bekendgemaakt. De steunplaten werden gekozen door dj Frits Spits en producer-invaller Tom Blomberg. Zij kozen altijd hun favoriete plaat. Zo kon het gebeuren dat 'Een teken van leven' van Corry Konings NOS Steunplaat werd.
De jingle van de Steunplaat was met een zware stem ingesproken door Felix Meurders: "Steueueun.....Steueueun..........Plaaaaaaaaaaaat".
Oh Sheila van Ready For The World was op maandag 23 september 1985 de 366e en laatste NOS Steunplaat van de week. Een week later, op maandag 30 september 1985, startte het programmaonderdeel het Steunfonds. Luisteraars bepaalden iedere uitzending de roulerende samenstelling van dit Steunfonds. Hierbij moest een luisteraar uit drie platen één nummer verwijderen, waarna deze zijn of haar favoriete hittip kon toevoegen: "Ik (naam kandidaat), ik stort (naam plaat)". Het allereerste Steunfonds bevatte drie favoriete nummers van Frits Spits zelf: 'Lavender' van Marillion, 'Lean on me' van Red Box en 'Red skies' van Boom Boom Mancini. Het Steunfonds zou blijven bestaan tot en met de destijds voorlopig laatste uitzending op Radio 3 op zaterdag 2 april 1988.